# خدایان آغازین هوری
خدایان آغازین هوری نسل اولیهٔ خدایان در اساطیر هوری قلمداد می‌شدند.

## اصطلاح‌شناسی
در هیتی‌شناسی و آشورشناسی، خداییان ازلی هوری به صورت‌های گوناگون نامیده می‌شوند: «خداییان آغازین»، «خدایان آغازین»، «خدایان پیشین» یا «خدایان باستان».

## شخصیت
خداییان آغازین به عنوان اعضای نسل‌های اولیه خدایان در نظر گرفته می‌شدند که قبل از رسیدن رئیس پانتئون هوری، تشوب، به جایگاه پادشاه خدایان وجود داشتند.